# Муан (Кальвадос)
Муа́н (фр. Mouen) — коммуна во Франции, находится в регионе Нижняя Нормандия. Департамент коммуны — Кальвадос. Входит в состав кантона Тийи-сюр-Сёль. Округ коммуны — Кан.
Код INSEE коммуны — 14454.

## Население
Население коммуны на 2010 год составляло 1342 человека.
| 1962 | 1968 | 1975 | 1982 | 1990 | 1999 | 2010 |
| ---- | ---- | ---- | ---- | ---- | ---- | ---- |
| 403  | 455  | 736  | 833  | 1166 | 1292 | 1342 |

## Экономика
В 2010 году среди 917 человек трудоспособного возраста (15—64 лет) 709 были экономически активными, 208 — неактивными (показатель активности — 77,3 %, в 1999 году было 74,5 %). Из 709 активных жителей работали 662 человека (338 мужчин и 324 женщины), безработных было 47 (21 мужчина и 26 женщин). Среди 208 неактивных 77 человек были учениками или студентами, 98 — пенсионерами, 33 были неактивными по другим причинам.